# Disynaphia
Disynaphia, rod glavočika, dio tribusa Eupatorieae. Desetak vrsta rašireno je po Južnoj Americi.

## Opis
Disynaphia je južnoamerički rod od 15 vrsta rasprostranjenih od Brazila do Argentine. Ima poseban habitus zbog gusto umetnutih, spiralno raspoređenih, linearnih listova, što mu daje izgled "četkicee za boce". Također je karakterizirana obično gustim dlakama i glavicama s 5 cvjetova.

## Vrste
1. Disynaphia calyculata (Hook. & Arn.) R.M.King & H.Rob.
2. Disynaphia ericoides (DC.) R.M.King & H.Rob.
3. Disynaphia filifolia (Hassl.) R.M.King & H.Rob.
4. Disynaphia halimifolia (DC.) R.M.King & H.Rob.
5. Disynaphia ligulifolia (Hook. & Arn.) R.M.King & H.Rob.
6. Disynaphia littoralis (Cabrera) R.M.King & H.Rob.
7. Disynaphia minutiflora R.M.King & H.Rob.
8. Disynaphia multicrenulata (Baker) R.M.King & H.Rob.
9. Disynaphia praeficta (B.L.Rob.) R.M.King & H.Rob.
10. Disynaphia radula (Chodat) R.M.King & H.Rob.
11. Disynaphia senecionidea (Baker) R.M.King & H.Rob.
12. Disynaphia spathulata (Hook. & Arn.) R.M.King & H.Rob.
13. Disynaphia tacuarembensis (Hieron. & Arechav.) R.M.King & H.Rob.
14. Disynaphia variolata (B.L.Rob.) R.M.King & H.Rob.

## Sinonimi
Nema.